# 991
El 991 (CMXCI) fou un any comú començat en dijous del calendari julià.

## Esdeveniments
- Batalla de Maldon.
- Sweyn I de Dinamarca recupera el seu tron.

## Naixements
- Guido d'Arezzo, creador de la notació musical moderna.

## Necrològiques
- Gausfred I, Comte d'Empúries i del Rosselló.